# Vachonium belizense
Espèce
Vachonium belizense est une espèce de pseudoscorpions de la famille des Bochicidae.

## Distribution
Cette espèce est endémique du Belize. Elle se rencontre dans la grotte Mountain Cow Cave.

## Description
L'holotype mesure 4,76 mm.

## Étymologie
Son nom d'espèce, composé de beliz[e] et du suffixe latin -ense, « qui vit dans, qui habite », lui a été donné en référence au lieu de sa découverte, le Belize.

## Publication originale
- Muchmore, 1973 : New and little known pseudoscorpions, mainly from caves in Mexico (Arachnida, Pseudoscorpionida). Bulletin of the Association for Mexican Cave Studies, vol. 5, p. 47-62.